# هوارد س. ارين
هوارد س. ارين (بالإنجليزية: Howard C. Warren)‏ هو عالم نفس أمريكي، ولد في 1867، وتوفي في 1934.